# 角苔門
角蘚門（英語：Anthocerotophyta），是構成苔藓植物的一个门的一組非維管植物。俗名「角蘚」是指細長的角狀結構，即角狀的孢子體。如在苔藓植物门和地錢門中，角蘚的扁平的綠色植物體是配子體植物。
角蘚門在世界各地都可見，但它們往往只生長在潮濕的地方。有些品種大量生長成為花園和耕地土壤中的微小雜草。大型熱帶和亞熱帶品種的樹角蘚屬可以在樹皮上被發現。
角苔門物種總數仍然不確定。雖然已發表的物種名稱超過300種，但實際數量可能低至100-150種。

## 描述

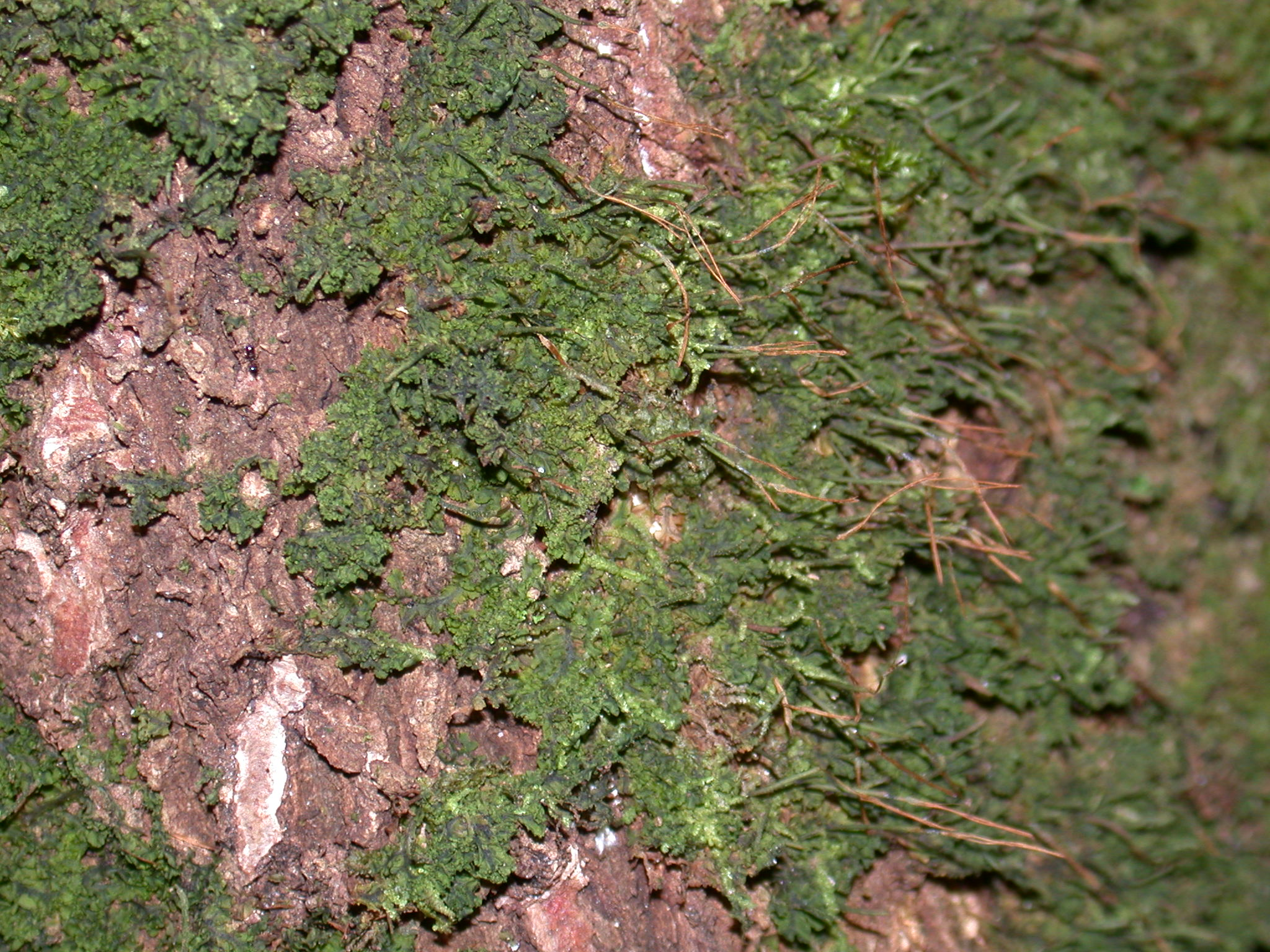
角苔門的樹角苔屬生長在樹皮上。

角苔門的植物體是單倍體配子體階段。這個階段通常生長為直徑在1到5厘米之間的薄蓮座叢或帶狀葉狀體。葉狀體的每個細胞通常僅含有一個葉綠體。在大多數物種中，這種葉綠體與其他細胞器融合形成一個大的蛋白核，既製造又儲存食物。這種特殊的特徵在陸地植物中非常罕見，但在藻類中很常見。
當細胞群分解時，許多角苔門會形成內部充滿粘液的腔。這些空腔被光合作用的藍菌侵入，特別是念珠藻物種侵入。這種在菌體內生長的細菌菌落使角苔具有獨特的藍綠色。在葉狀體的下側可能還有小的粘液孔。這些毛孔表面上類似於其他植物的氣孔。
角狀孢子體從嵌入配子體深處的頸卵器生長。角苔門的孢子體是不尋常的，因為它從其基部附近的分生組織生長，而不是像其他植物那樣從其尖端生長。與地錢門植物不同，大多數角苔門植物在其孢子體上具有真正的氣孔，就像苔藓植物一樣。例外的是短角苔属(Notothylas)和大角苔属(Megaceros)，它們沒有氣孔。大多數角苔門的孢子體也是光合作用的，而地錢門則不是這種情況。

## 生命週期
角苔門的生命始於單倍體孢子。在大多數物種中，孢子內部有一個細胞，這個細胞的細長延伸稱為胚芽管，從孢子的近端發芽。胚芽管的尖端分裂形成八个卦限（實心幾何形狀）的細胞，並且第一根狀莖生長為原始生殖細胞的延伸。尖端繼續分裂新細胞，產生三倍體原體。相比之下，角苔門樹角苔科的物種可能開始在孢子內分裂，在孢子萌發之前變成多細胞甚至光合作用。在任何一種情況下，原體(protonema)都是角苔生命中的短暫階段。

典型的角苔門“Phaeoceros”的生命週期。

從原體成長成體配子體，這是生命週期中持久和獨立的階段。這個階段通常生長為直徑在1到5厘米之間的薄玫瑰花結或帶狀的葉狀體，以及為幾層細胞的厚度。它的細胞中的葉綠素是綠色或黃綠色，或者藍藻的菌落在植物內生長時呈藍綠色。
當配子體長到成年大小時，會產生角苔門的性器官。大多數植物是雌雄同株的，同一植物上的兩個性器官都有，但是一些植物（甚至在同一物種內）是雌雄異株的，具有單獨的雄性和雌性配子體。雌性器官被稱為頸卵器(單一的卵器），而雄性器官被稱為精子器(單一的精子器）。兩種器官都發生在植物表面的正下方，後來才通過上覆細胞的分解而暴露。
雙鞭毛蟲精子必須從精子器游泳，或者被濺到頸卵器。當這種情況發生時，精子和卵細胞融合形成受精卵，即生命週期的孢子體階段將發育的細胞。與所有其他苔蘚植物不同，受精卵的第一個細胞分裂是縱向的。進一步細胞分裂產生孢子體的三個基本區域。

## 進化史
雖然角苔門冠群的化石記錄僅在白堊紀晚期開始，但早期泥盆紀的羊角蕨(Horneophyton)可能代表了一個分支的莖組，因為它擁有一個孢子囊，中央的小柱沒有附著在頂部上。然而，相同形式的小柱也是基部苔蘚植物群的特徵，例如泥炭藓纲(Sphagnopsida)和黑藓纲(Andreaeopsida)，並且被解釋為所有具有氣孔的早期陸生植物的共同特徵。

## 分類
傳統上，角苔門曾被認為是苔蘚植物分類部(Division(Biology))（苔蘚植物）內的一類。然而，現在看起來這個以前的分類部是並系群，所以現在它們被賦予它們自己的一分類部 Anthocerotophyta（有時錯誤的拼寫Anthocerophyta）。現在苔藓植物區域僅限於包括苔藓植物门。

## 參看
- 有胚植物

## 外部連結
- （英文）角苔門的門戶網站
- （英文）加州大學古生物學博物館的角苔門描述和化石歷史 （页面存档备份，存于）
- （英文）角苔門的分類
- （英文）新西蘭角苔門